# Senat (Rumänien)

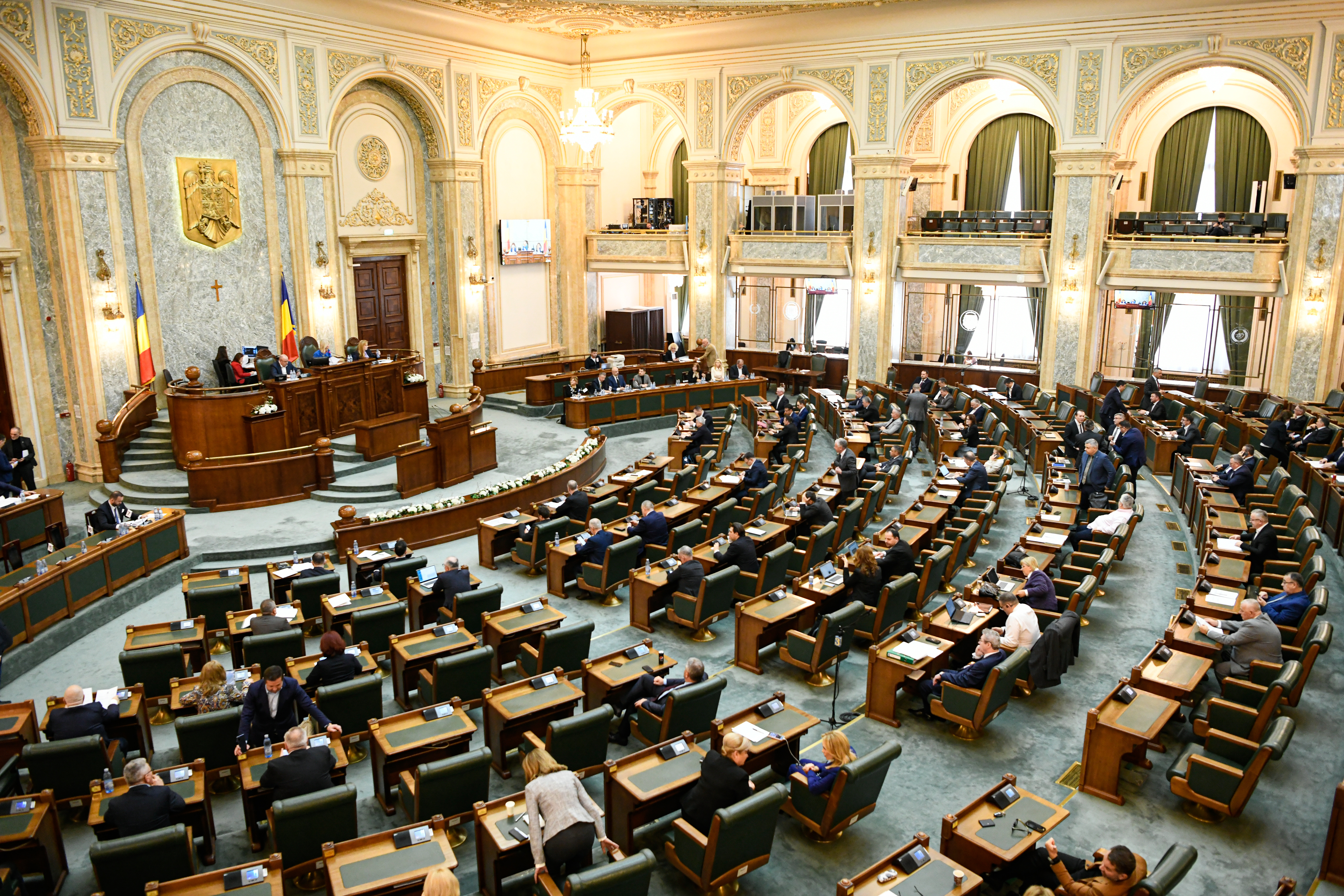
Senat von Rumänien

Der Senat (rumänisch Senatul) wurde mit der Verfassung aus dem Jahre 1991 als obere Kammer (Oberhaus) des rumänischen Parlaments geschaffen. Der Senat steht damit in der Tradition des zwischen 1919 und 1940 bestehenden Senates Großrumäniens. Der Vorsitzende ist seit dem 24. Juni 2025 Mircea Abrudean (PNL). Sitz des Senats ist der Parlamentspalast in Bukarest.

## Wahlsystem
- PSD: 38
- AUR: 28
- PNL: 22
- USR: 19
- UDMR: 10
- S.O.S.: 9
- Unabh.: 8

Der Senat hat 136 Mitglieder, die auf vier Jahre gewählt werden. Bei der Wahl ist das Land in 43 separate Wahlkreise aufgeteilt. Auf die 41 Kreise und die Hauptstadt Bukarest werden gemäß ihrer Bevölkerungszahl 134 Mandate verteilt, während weitere zwei Senatoren von Auslandsrumänen gewählt werden. Es gilt eine landesweite Fünfprozenthürde. In jedem Wahlkreis werden die Mandate gemäß dem Verhältniswahlrecht verteilt, wobei die Berechnung nach dem d'Hondt-Verfahren erfolgt. Allerdings werden in vielen Wahlkreisen weniger als fünf Mandate vergeben, so dass die Aufteilung in so kleine Wahlkreise im Endeffekt große Parteien bevorteilt.

## Kompetenzen
Der Senat teilt sich die gesetzgeberische Macht mit der Abgeordnetenkammer. Beide Kammern sind an der Verabschiedung von Gesetzen beteiligt, wobei Gesetzesentwürfe (insbesondere in den Bereichen Bildung, Finanzen, Verteidigung und auswärtige Angelegenheiten) zuerst im Senat debattiert und abgestimmt werden müssen, bevor sie zur Abgeordnetenkammer gehen.
Senat und Abgeordnetenhaus müssen alle Gesetzesentwürfe beraten. Der Senat kann Vorschläge der Abgeordnetenkammer ablehnen oder ändern, jedoch wird bei Differenzen das letzte Wort in der Regel der Abgeordnetenkammer eingeräumt. Für einige Gesetzesbereiche (z. B. Verfassungsänderungen) müssen beide Kammern ein Gesetz in der gleichen Form verabschieden.
Der Senat überwacht – wie das Abgeordnetenhaus – die Regierungstätigkeit und kann Minister zu Anhörungen vorladen. Senatoren können Anfragen und Anträge stellen, um Auskunft über Regierungsangelegenheiten zu erhalten. Zusammen mit der Abgeordnetenkammer kann der Senat die Regierung durch ein gemeinsames Misstrauensvotum absetzen.
Der Senat beteiligt sich zusammen mit der Abgeordnetenkammer an der Ernennung wichtiger Ämter, wie etwa der Mitglieder des Verfassungsgerichts und anderer leitender Positionen im Justizwesen.